# Paklicko Małe
Paklicko Małe – jezioro rynnowe w województwie lubuskim, w powiecie międzyrzeckim, w gminie Międzyrzecz, położone na obszarze Pojezierza Łagowskiego.

## Położenie i opis
Jezioro Paklicko Małe położone jest w południowo-zachodniej części powiatu międzyrzeckiego, jego zachodnim brzegiem przebiega granica z powiatem świebodzińskim. Jezioro znajduje się na terenie Pojezierza Łagowskiego. Na wschodnim brzegu zbiornika znajduje się szeroki półwysep sięgający głęboko w jezioro, na jego obszarze znajdują się zabudowania wsi Wysoka. Nadmiar wód odprowadzany jest na południe Kanałem Staropole do jeziora Paklicko Wielkie. W wielu źródłach ciek ten uważany jest za górny bieg Paklicy.

## Hydronimia
Jezioro pojawia się w źródłach w 1512 roku jako Paklicza, a następnie Paklicze (1564) oraz Hochwalder See (1938). 17 września 1949 roku wprowadzono nazwę Paklicko Małe. Państwowy rejestr nazw geograficznych jako nazwę oboczną jeziora podaje Paklicko.

## Morfometria
Według danych Instytutu Rybactwa Śródlądowego powierzchnia zwierciadła wody jeziora wynosi 54,0 ha, z kolei według Instytutu Meteorologii i Gospodarki Wodnej powierzchnia wynosi 48,8 ha, natomiast A. Choiński, poprzez planimetrowanie na mapach 1:50 000, określił wielkość jeziora na 48,5 ha. Jeziorna jednolita część wód powierzchniowych ma powierzchnię 50 ha.
Średnia głębokość zbiornika wodnego według IMGW to 4,2 m, a maksymalna – 9,3 m, natomiast według IRŚ to 6,5 m, a maksymalna – 10,5 m. Objętość jeziora wynosi 2049,6 tys. m³ (IMGW) lub 3500 tys. m³ (IRŚ). Maksymalna długość jeziora to 1790 m, a szerokość 880 m. Długość linii brzegowej wynosi 5300 m.
Według Atlasu jezior Polski (red. J. Jańczak, 1996) lustro wody znajduje się na wysokości 79,0 m n.p.m., natomiast według numerycznego modelu terenu udostępnionego przez Geoportal lustro wody znajduje się na wysokości 78,1 m n.p.m.
Według Mapy Podziału Hydrograficznego Polski jezioro jest położone na terenie zlewni ósmego poziomu Zlewnia jez. Paklicko Małe. Identyfikator MPHP to 18788323.

## Zagospodarowanie
W systemie gospodarki wodnej jezioro tworzy jednolitą część wód o kodzie PLLW10375. Administratorem jest Regionalny Zarząd Gospodarki Wodnej w Poznaniu – utworzył on obwód rybacki obejmujący wody tego zbiornika wodnego o nazwie: Obwód rybacki jeziora Paklicko Małe na rzece Paklica – Nr 1. Gospodarkę rybacką na jeziorze prowadzi Gospodarstwo Rybackie Międzyrzecz.

## Ochrona środowiska
Jezioro znajduje się na obszarze chronionego krajobrazu o nazwie Rynna Paklicy i Ołoboku. Głównym założeniem ochronnym tej strefy jest ochrona naturalnego korytarza ekologicznego wzdłuż wspomnianej rynny polodowcowej. Poza tym akwen leży w granicach obszaru sieci Natura 2000: specjalnego obszaru ochrony siedlisk Nietoperek PLH080003 oraz w zespole przyrodniczo-krajobrazowym Uroczyska Międzyrzeckiego Rejonu Umocnionego, który został utworzony w celu ochrony naturalnych żerowisk wykorzystywanych przez nietoperze zlatujące się na zimowisko do pobliskich obiektów MRU.